# Happyland
Happyland hay Xứ sở hạnh phúc là khu phức hợp giải trí, du lịch có quy mô lớn tại Việt Nam. Dự án Happyland nằm bên bờ sông Vàm Cỏ Đông, thuộc địa phận huyện Bến Lức, tỉnh Long An, nằm ở cửa ngõ phía Nam Thành phố Hồ Chí Minh, cách trung tâm Thành phố Hồ Chí Minh khoảng 33 km, có vị trí thuận lợi về giao thông đường thủy lẫn đường bộ, kết nối giữa Thành phố Hồ Chí Minh và đồng bằng sông Cửu Long với Quốc lộ 1, đường cao tốc Thành phố Hồ Chí Minh - Cần Thơ, đường cao tốc trong tương lai nối liền Bến Lức và sân bay Long Thành, cách cửa khẩu biên giới Campuchia chưa đến 30 km.

## Dự án và Chủ đầu tư
Xứ sở hạnh phúc do Công ty cổ phần Đầu tư xây dựng và phát triển hạ tầng Phú An, công ty con của Tập đoàn Khang Thông làm chủ đầu tư cùng các đơn vị tư vấn tên tuổi như Steelman Partners, Meinhardt, Savills, PWC…
Happyland là dự án khu vui chơi giải trí, nghỉ dưỡng phức hợp có diện tích xây dựng giai đoạn đầu là 338 ha và sẽ mở rộng trong tương lai, được Chính phủ chấp thuận chủ trương đầu tư vào ngày 9 tháng 9 năm 2009, được Bộ Văn hóa, Thể thao và Du lịch đưa vào quy hoạch phát triển du lịch vùng Đồng bằng sông Cửu Long tháng 4 năm 2010. Ủy ban nhân dân tỉnh Long An đã cấp giấy chứng nhận đầu tư, phê duyệt quy hoạch 1/2000 và quy hoạch 1/500 cho dự án này vào năm 2010. Tổng vốn đầu tư cho dự án gần 2 tỷ USD với sự góp mặt của nhiều đối tác nước ngoài. Khu giải trí này được thiết kế có thể đón 14 lượt triệu khách đến tham quan hàng năm. Dự án khởi công vào ngày 14 tháng 2 năm 2011. Dự kiến khu giải trí này sẽ hoạt động vào tháng 4 năm 2014.
Tuy nhiên, theo thông báo của UBND tỉnh Long An, đến tháng 6-2014, dự án đã triển khai chậm so với tiến độ trong Giấy chứng nhận đầu tư. Các hạng mục đã hoàn thành 100% bao gồm: Khu khinh khí cầu, Khu nhà cổ, Nhà bát giác cổ lầu, Biển hồ Hoàng Sa-Trường Sa. Báo cáo với UBND tỉnh Long An, chủ đầu tư cho biết sẽ triển khai và đưa vào hoạt động dự án Happyland Khang Thông theo hình thức cuốn chiếu vào đầu năm 2015. Ngoài ra, trong điều kiện kinh tế khó khăn, nguồn vốn đầu tư cho dự án bị hạn chế nên Công ty CP Đầu tư Xây dựng và Phát triển hạ tầng Phú An đang tìm thêm đối tác để hợp tác đầu tư.
Ngày 21/9/2015, ông Lưu Đình Khẩn, Giám đốc Sở Xây dựng tỉnh Long An, cho rằng nguyên nhân khủng hoảng kinh tế cùng với việc thị trường BĐS "đóng băng" đã làm nhiều dự án "khủng" với vốn đầu tư hàng nghìn tỷ đồng trên địa bàn tỉnh phải dừng lại. Trong đó, dự án khu du lịch Happy Land còn có một nguyên nhân khác xuất phát từ "tham vọng" lớn của nhà đầu tư trong khi tiềm lực có hạn.
Ngày 27/02/2016, trường đua HappyLand đã chính ra mắt và dự kiến sẽ tổ chức nhiều giải đua lớn trong thời gian tới. Trường đua HappyLand được xây dựng lên đến 139.000 m2, có thể đón tiếp khoảng 25.000 khán giả đến theo dõi nhiều hoạt động tại đây như đua mô tô (1,4 km đường nhựa); xe cào cào và xe ATV (1,1 km đường offroad); ôtô rally (7,5 km đường đua); sân tập xe đạp và mô tô cho trẻ em.... Được biết, đây là trường đua mô tô hướng theo tiêu chuẩn quốc tế đầu tiên tại Việt Nam. Trường đua HappyLand sẽ dành cho 12 thể loại đua dành cho xe đạp, mô tô, ô tô. Ngoài ra, trường đua sẽ có các khóa huấn luyện về điều khiển, đua xe theo tiêu chuẩn chuyên nghiệp.
Tháng 5-2017, Cục Thi hành án dân sự tỉnh Long An đã thông qua kế hoạch cưỡng chế thi hành án để kê biên tài sản đối với Công ty Phú An. Tài sản phải kê biên gồm quyền sử dụng đất, nhà ở và tài sản khác gắn liền với đất tổng cộng hơn 74ha và toàn bộ tài sản sẽ hình thành trong tương lai của hơn 86,4ha đất trong khu công nghiệp tại xã Thạnh Đức (Bến Lức, Long An). Tuy nhiên, khi đoàn cưỡng chế đến thực hiện, đại diện Công ty Phú An đã xin tạm dời lại 2 tháng với lý do đang xúc tiến việc chuyển nhượng cổ phần của công ty. Đến đầu tháng 8-2017, đại diện Công ty Phú An lại tiếp tục xin gia hạn đến cuối tháng 8 để giải quyết nợ nần vì công ty đã ký được hợp đồng với một đối tác từ nước ngoài. Ngày 13-8, trao đổi với Tuổi Trẻ qua điện thoại, bà Phương Thảo xác nhận thông tin trên. "Hiện chúng tôi đang tiến hành thủ tục bán cổ phần, chỉ vài ngày nữa là lấy được tiền và sẽ thanh toán mọi khoản nợ ngay".
Ông Nguyễn Văn Tài - kiểm sát viên Cục Thi hành án dân sự Long An, người được phân công phụ trách việc thi hành án đối với Công ty Cổ phần đầu tư xây dựng và phát triển hạ tầng Phú An thuộc Công ty CP Tập đoàn Khang Thông cho biết "350ha đất trong khu vực dự án Happyland từng được UBND tỉnh Long An cho thuê thu phí trong thời hạn 50 năm đã được chủ đầu tư là Công ty Phú An đem đi thế chấp ở nhiều nơi.". Ông Tài cho biết thêm sau hai lần tạm hoãn, nếu đến ngày 30-8 Công ty Phú An vẫn không trả tiền thì sẽ kiên quyết thực hiện việc kê biên. Cục Thi hành án dân sự Long An đã có hai biện pháp ngăn chặn đối với chủ đầu tư. Theo đó, tạm thời các cổ đông Công ty Phú An không được thực hiện các giao dịch khi chưa có sự đồng ý của cơ quan thi hành án và chủ tịch hội đồng quản trị của công ty là bà Phạm Thị Phương Thảo không được xuất cảnh.